# Luca Boschi
Luca Boschi, né le 29 décembre 1972 à Plaisance, est un homme d'État saint-marinais, membre du Mouvement civique 10. Il est capitaine-régent de Saint-Marin, avec Mariella Mularoni, du 1er octobre 2019 au 1er avril 2020.

## Biographie
Après avoir passé sa jeunesse à Milan, Luca Boschi obtient un diplôme en marketing international à l'université de Cardiff au Pays de Galles. Revenu à Saint-Marin, il travaille dans le secteur privé.
Membre du Mouvement civique 10, dont il est coordinateur, il est élu député au Grand Conseil général en décembre 2016.
Le 17 septembre 2019, il est élu capitaine-régent avec Mariella Mularoni. Ils entrent en fonction le 1er octobre suivant pour un semestre.
Il est réélu député le 8 décembre 2019.